# Hayley Arceneaux
Pour les articles homonymes, voir Arceneaux.
Hayley Arceneaux est assistante médicale au St. Jude Children's Research Hospital à Memphis, Tennessee. Elle a survécu à un cancer osseux qui s'est déclaré quand elle était enfant. En février 2021, elle est sélectionnée pour la mission Inspiration4 et vole dans l'espace à bord d'un vaisseau Crew Dragon. Sa mission décolle le 16 septembre 2021. À 29 ans, elle devient la plus jeune américaine à voler dans l′espace. Elle est également la première personne avec une prothèse à aller dans l'espace.

## Biographie
D'origine cadienne, elle passe son enfance à Saint Francisville en Louisiane, dans les environs de Baton Rouge.
Lorsqu'elle a 10 ans, un de ses genoux commence à la faire souffrir. Son médecin pense que c'est juste une entorse mais quelques mois plus tard, des tests révèlent qu'Hayley souffre d'ostéosarcome, un type de cancer des os. Sa famille se tourne vers l'hôpital de recherche pour enfants St. Jude à Memphis (St. Jude Children's Research Hospital) pour son traitement et ses soins,. Ceux-ci comprennent une chimiothérapie et une chirurgie pour sauver sa jambe. Des tiges métalliques viennent remplacer des parties des os de sa jambe gauche.
En 2014, elle obtient un diplôme de premier cycle en espagnol. Avec 13 autres camarades de classe, elle est honorée par l'université pour ses réalisations , et obtient son diplôme d'assistante médicale (PA) en 2016. Elle travaille désormais au St. Jude Hospital — l'endroit même qui lui a sauvé la vie — en tant qu'assistante médicale pour les patients atteints de leucémie et de lymphome,.
À présent guérie, elle a une vie pleine et heureuse qui lui permet d'étudier à l'étranger (Espagne) ou de voyager au Pérou ou au Nicaragua. Elle a pour but d'ici ses 30 ans de visiter les sept continents.
En février 2021, elle est sélectionnée parmi les employés de St. Jude Hospital pour participer à la mission spatiale Inspiration4 à bord de la capsule privée Crew Dragon de SpaceX,. Il s'agit d'une mission spatiale privée financée entièrement par Jared Isaacman. Celle-ci avait notamment pour objectif de collecter 200 millions de dollars de donations pour aider le St. Jude Hospital. À 29 ans, elle est la plus jeune américaine à voler dans l'espace et la première astronaute à porter une prothèse,.
Son frère Hayden est ingénieur en aérospatial. Son père est mort d'un cancer en 2019.
En novembre 2021, elle est embauchée à temps partiel au sein de l'équipe médicale de SpaceX.

## Ouvrages
- (en) Hayley Arceneaux, Wild Ride : A Memoir of I.V. Drips and Rocket Ships, New York, Convergent Books, 2022, 208 p. (ISBN 978-0-593-44384-2)
- (en) Hayley Arceneaux, Astronaut Hayley's Brave Adventure, New York, Convergent Books, 2025, 40 p. (ISBN 978-0593443903)